# Bathymunida
Bathymunida is een geslacht van kreeftachtigen uit de klasse van de Malacostraca (hogere kreeftachtigen).

## Soorten
- Bathymunida avatea Macpherson & Baba, 2006
- Bathymunida balssi Van Dam, 1938
- Bathymunida brevirostris (Yokoya, 1933)
- Bathymunida corniculata Macpherson, 2013
- Bathymunida dissimilis Baba & de Saint Laurent, 1996
- Bathymunida eurybregma Baba & de Saint Laurent, 1996
- Bathymunida frontis Baba & de Saint Laurent, 1996
- Bathymunida longipes Van Dam, 1938
- Bathymunida nebulosa Baba & de Saint Laurent, 1996
- Bathymunida ocularis Baba & de Saint Laurent, 1996
- Bathymunida polae Balss, 1914
- Bathymunida quadratirostrata Melin, 1939
- Bathymunida recta Baba & de Saint Laurent, 1996
- Bathymunida rudis Baba & de Saint Laurent, 1996
- Bathymunida sibogae Van Dam, 1938